# 乌日霍罗德基督救世主主教座堂

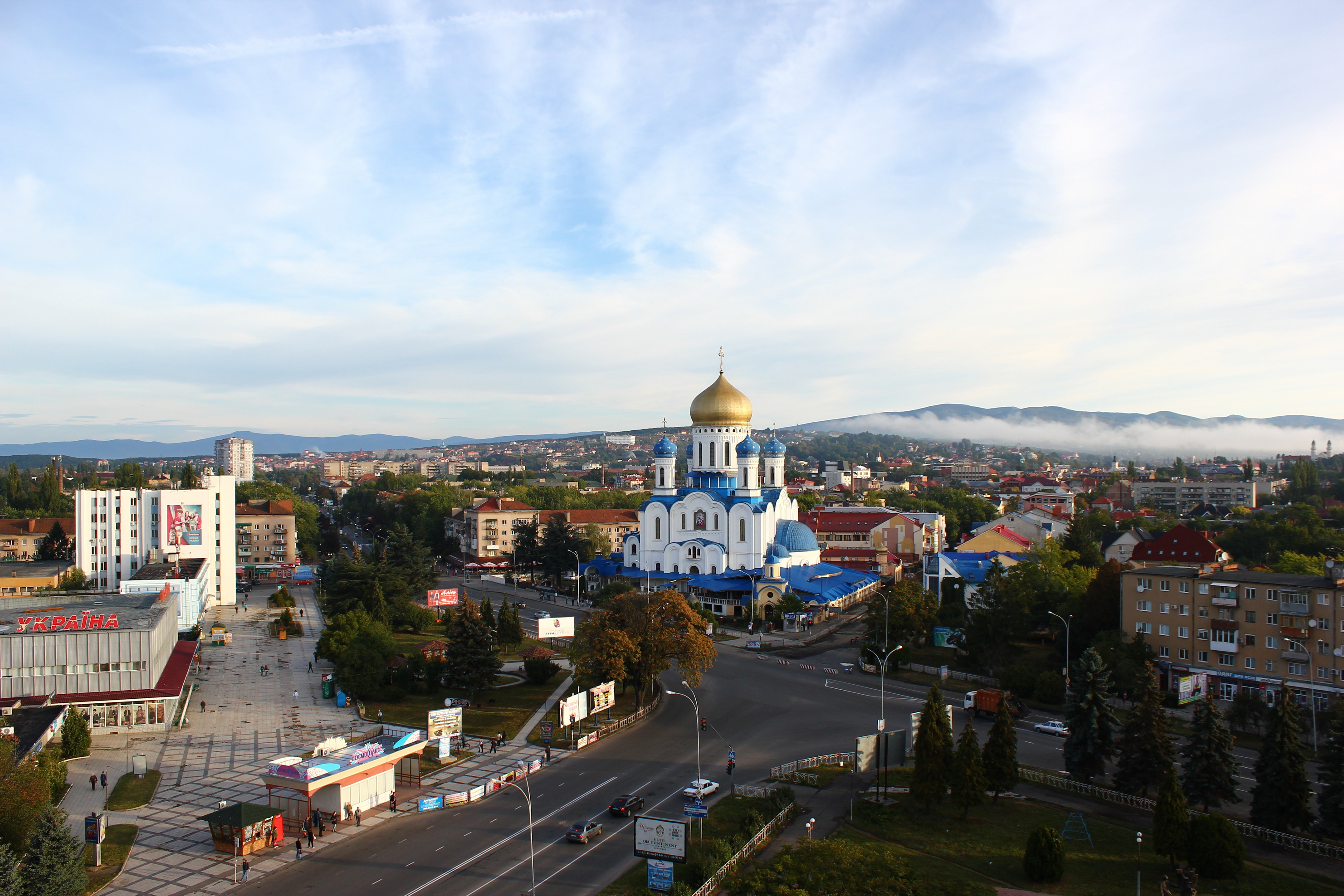
西里尔与美多德广场

基督救世主主教座堂（烏克蘭語：Кафедральний Хресто-Воздвиженський собор）是乌克兰外喀尔巴阡州最重要的东正教教堂，位于乌日霍罗德的西里尔与美多德广场。
1990年代，在乌日霍罗德建立十字聖架主教座堂 归还魯塞尼亞禮天主教穆卡切沃教區之后，俄罗斯正教会新建了这座教堂，高60米，有5各圆顶，能够容纳 5000 名信徒。 
2008 年，该建筑因涉嫌分离主义活动而被国家安全局突击搜查。